# Heterotroof
Een heterotroof organisme of kortweg een heterotroof, is een organisme dat zijn celmateriaal opbouwt uit voedingsstoffen die het betrekt uit organisch materiaal, materiaal afkomstig van andere organismen. De heterotrofen omvatten alle dieren, schimmels, protozoa en alle heterotrofe bacteriën.

## Dissimilatie
Heterotrofe organismen zijn voor hun overleven afhankelijk van andere organismen: ze dissimileren (ontleden) moleculen - dat zijn vooral grote polymeren - waarvan de bouwstenen uiteindelijk, via een kortere of langere voedselketen, door een autotroof organisme of producent zijn aangemaakt.

### Vertering bij dieren, protozoa, schimmels
De vertering van de biopolymeren gebeurt binnen het organisme - via spijsvertering bij dieren, fagocytose bij fagotrofe eencelligen, waaronder alle soorten amoeben - of erbuiten, via osmotrofie, bij schimmels, heterotrofe bacteriën, en veel soorten protozoa.

## Celademhaling en anabolisme
Heterotrofen gebruiken de uit dissimilatie (terug)gevormde kleine moleculen vervolgens voor hun energievoorziening, en voor de opbouw van lichaamseigen stoffen, ten behoeve van de groei en onderhoud van hun cellen of weefsels. De simpelste heterotrofen zijn eencelligen: alle eencellige schimmels (gisten), alle protozoa en veel soorten bacteriën zijn heterotroof. Onder de meercelligen zijn alle dieren, inclusief de mens, en alle meercellige schimmels heterotroof.

## Etymologie
Het woord "heterotroof" is als neologisme afgeleid uit het Oudgrieks en betekent letterlijk "zich van anderen voedend" (heteros - "vreemd", "een andere"; trophein - "voeden").

## Myco-heterotrofen
Een mycoheterotroof is een plant zonder chlorofyl, en daarom niet in staat tot fotosynthese. Een mycoheterotroof betrekt, als plantaardige parasiet, de benodigde koolhydraten van een schimmel, via het mycelium.

## Heterotroof versus autotroof
Heterotroof is het tegenovergestelde van autotroof. De meeste planten zijn autotroof: met behulp van zonlicht, koolstofdioxide uit de lucht, bodemvocht en mineralen maken planten hun eigen biomoleculen aan. Uitzonderingen zijn parasitaire en epiparasitaire planten. Vleesetende planten zijn niet heterotroof, omdat ze alleen bepaalde mineralen, voornamelijk stikstof, uit andere organismen (insecten) halen. Vleesetende planten zijn verder gewoon in staat tot fotosynthese.

### Mixotrofen
Er zijn ook mixotrofe organismen. Dit betekent dat ze zowel heterotroof als autotroof kunnen functioneren.

### Dieren
Hogere heterotrofe organismen kunnen worden onderverdeeld in:
- planteneters of herbivoren
- vleeseters of carnivoren
- alleseters of omnivoren

## Overzicht

Een stroomschema waarmee men kan bepalen of een soort autotroof, heterotroof of een subtype is

| Energiebron     | Licht                   | foto-  |         |         | -troof |
| Energiebron     | Licht & redoxreactie    | mixo-  |         |         | -troof |
| Energiebron     | Redoxreactie            | chemo- |         |         | -troof |
| Elektronendonor | Organische verbinding   |        | organo- |         | -troof |
| Elektronendonor | Anorganische verbinding |        | litho-  |         | -troof |
| Koolstofbron    | Organische verbinding   |        |         | hetero- | -troof |
| Koolstofbron    | Anorganische verbinding |        |         | auto-   | -troof |